# 桑加雷布古
桑加雷布古（法語：Sangarébougou），是馬里的城鎮，位於該國西南部，由庫利科羅區的卡蒂省負責管轄，面積20平方公里，海拔高度317米，2009年人口45,518，人口密度每平方公里2,276人。